# کارلوس آلبرتو دی آلمیدا
کارلوس آلبرتو دی آلمیدا (به پرتغالی: Carlos Alberto de Almeida Junior) هافبک اهل برزیل است که در شهر ریودو ژانیرو و در تاریخ ۱۷ ژوئن ۱۹۸۰ به دنیا آمده‌است.
کارلوس آلبرتو دی آلمیدا در تیم‌های فوتبال فلامینگو سابقهٔ حضور دارد.